# Аксана (кечистка)
Живиле Раудонене (родена на 29 април 1982) е литовска културистка, фитнес модел и бивша професионална кечистка.
Тя е най-добре позната с работата си в WWE под сценичното име Аксана.
Раудонене стартира своята кариера като културистка на 16 години, когато започва да тренира. На 17 години е най-младата участничка в състезанието IFBB Арнолд Класик през 1999 г. По време на кариерата ѝ в бодибилдинга печели 3 медала в Bodybuilding Amateur World Championships (2 сребърни, 1 бронзов).
Раудонене подписва договор с професионалната кеч компания WWE и се премества в тяхната развиваща се система Florida Championship Wrestling (FCW), дебютирайки през 2009 г. Става кралица на FCW и печели Титлата на дивите на FCW, като е първата жена, носителка на тези титли едновременно. През септември 2010 г. участва в третия сезон на NXT и завършва на 4-то място. Прави дебюта си в главния състав през август 2011 г. и остава в компанията до нейното освобождаване през юни 2014 г.

## В кеча
- Финални ходове
  - Divo Drop[11] (Spinebuster)[12][11][13][14]
  - Spinning headlock elbow drop[15][16] – 2013–2014
- Ключови ходове
  - Bow and arrow hold[17]
  - Catapult backbreaker[17][18]
  - Elbow drop, с постановки[12][14][19][20]
  - Figure–four headscissors превърнато в многократни push-up facebuster[21][22][23][23]
  - High knee[17]
  - Russian legsweep[18]
  - Scoop slam[12][14][19]
  - Side kick на седнал опонент, с постановки[18][24]
  - Sidewalk slam[17][22][23][25]
  - Single leg Boston crab[26]
  - Snapmare, последван от shoot kick на задната част на главата на опонент[27][14]
  - Tilt-a-whirl slam[28][29]
- Мениджъри
  - Максин[9]
  - Златен прах[1]
  - Алиша Фокс[30]
- Придружавайки
  - Джони Къртис[31][32]
  - Илай Котънууд[33]
  - Златен прах[1]
  - Лео Кругър[1]
  - Ол Старс (Максин, Ей Джей Лий, Деймиън Сендау и Лъки Кенън)[8]
  - Тиодор Лонг[34]
  - Антонио Сезаро[1]
  - Кофи Кингстън
  - Ар Труф[1]
  - Алиша Фокс[1]
- Прякори
  - „Мацето за милиарди долари“[13]
  - „Литванката, облечена в кожа“[3]
  - „Флиртуваща участничка“[3]
- Входни песни
  - Can't Stop на Hollywood Music (FCW)
  - A Little Sax In The Night на Nigel Hitchcock[35] (5 август 2011 – 26 октомври 2012)
  - Fantasy на Джим Джонстън (5 ноември 2012 – 12 юни 2014)

## Шампионски титли и отличия
- Florida Championship Wrestling
  - Шампионка на дивите на FCW (1 пъти)[9]
  - Кралица на FCW (1 път)[7]
- National Physique Committee
  - Световна шампионка по аматьорски бодибилдинг (2 сребърни, 1 бронзова)[6]
  - Състезанието IFBB Арнолд Класик (2009)[36]
- Wrestling Observer Newsletter
  - Най-лошия мач на годината (2013)  с Ей Джей Лий, Алиша Фокс, Кейтлин, Роса Мендес, Съмър Рей и Тамина Снука срещу Камерън, Ива Мари, ДжоДжо, Наоми, Наталия и Близначките Бела на 24 ноември[37]